# Bisbat de Vallo della Lucania
El bisbat de Vallo della Lucania (italià: diocesi di Vallo della Lucania; llatí: Dioecesis Vallensis in Lucania) és una seu de l'Església catòlica, sufragània de l'arquebisbat de Salern-Campagna-Acerno, que pertany a la regió eclesiàstica Campània. El 2010 tenia 157.000 batejats d'un total de 161.000 habitants. Actualment està regida pel bisbe Ciro Miniero.
La diòcesi comprèn 54 municipis de la província de Salern. La seu episcopal es troba a la ciutat de Vallo della Lucania, on es troba la catedral de San Pantaleone. El territori està dividit en 138 parròquies.

## Història
La diòcesi de Paestum va ser erigida a l'antiguitat, però la primera evidència històrica de l'existència d'un bisbe per a aquesta ubicació data al sínode romà proclamat pel Papa Símmac el 499. Alguns autors, entre ells Lanzoni i Duchesne, creuen que el bisbe Felice d'Agropoli, al qual el 592 Gregori el Gran ordenà la visita apostòlica de les diòcesis veïnes, van romandre sense pastor, de Velia, Blanda e Bussento, és un bisbe que a causa la invasió dels llombards, es va refugiar al castrum d'Agropoli, guarnició militar grega. A la seu de Pesto probablement s'uní, al segle viii, la diòcesi de Marcelliano (o Consilino), de la que es coneixen tres bisbes.
De l'antiga ciutat de Paestum resta la catedral, ja dessacralitzada i recentment restaurada, dedicada a Maria Annunziata, erigida després que la diòcesi d'Agropoli s'unís a la de Paestum, però l'edifici original ja estava vigent en el moment del Papa Gregori el Gran.
La ciutat de Paestum va ser destruït pels sarraïns al segle x. Els bisbes es van mudar a Capaccio i a partir del bisbe Alfano, qui va governar la diòcesi en el primer quart del segle xii, es van començar a titular-se com a bisbes de Capaccio, mantenint al mateix temps una bona part d'aquest segle també l'antic títol de bisbe de Paestum.
Després del Concili de Trento, el 17 de juliol de 1586 la residència del bisbe va ser traslladada a Diano, on s'erigí la catedral a de l'església de Santa Maria la Major; la diòcesi, però va mantenir l'antic títol de Capaccio. A partir dels bisbes va traslladar la seva residència a Sala Consilina (1627),després a Pisciotta, després a Nova Capaccio i finalment a Novi Velia (1845): aquests trasllats constants són una clara indicació que la diòcesi no tenia un establiment permanent o una única catedral. Una Sala Consilina i a Novi Velia havien també dues curies diferents.
El primer seminari episcopal es va establir el 22 de desembre de 1564 a Teggiano pel bisbe Paolo Emilio Verallo i va ser un dels primers seminaris instituïts a partir de les disposicions del Concili de Trento; un segon seminari va ser erigit a Novi el 1804 per Filippo Speranza.
A causa de la gran extensió del territori i posar per remei a les dificultats trobades pels bisbes "sense llar", el 21 de setembre de 1850 el Papa Pius IX va decretar l'erecció de la diòcesi de Diano (avui diòcesi de Teggiano-Policastro), amb territori pres de la de Capaccio.
A l'any següent, el 16 de juliol de 1851, amb la butlla Cum propter iustitiae dilectionem el mateix Papa finalment va establir la residència del bisbe dels bisbes de Capaccio a Vallo, on l'església de San Pantaleone va esdevenir la nova catedral, sent consagrada el 5 de maig de 1878; paral·lelament la seu va prendre el nom de diòcesi de Capaccio e Vallo (Caputaquensis et Vallensis).
Un moment difícil per a la diòcesi coincidí amb l'episcopat de Giovanni Francesco Siciliani, forçat a l'exili per gairebé una dècada, mentre que la diòcesi va haver de patir la confiscació de l'església proporcionada per les lleis revolucionàries de 1866 i 1867. El seminari de Teggiano llavors quedà fora de les fronteres de la diòcesi i el 15 de maig de 1870 el bisbe va posar la primera pedra d'un nou seminari a Novi Velia; el 1930 va ser inaugurat pel bisbe Francesco Cammarota un nou seminari a Vallo.
El 24 de novembre de 1945 el nom de diòcesis canvià de nou a favor de diòcesi de Vallo di Lucania (en llatí: Vallensis in Lucania). El 30 de setembre de 1986 va assumir el nom actual.

## Cronologia episcopal
- Fiorenzo † (inicis de 499 - finals de 501)[5]
- Giovanni I † (citat el 649)
- Paolo † (citat el 932 circa)
- Giovanni II † (inicis de 954 - finals de 963)
- Pietro I † (citat el 967)
- Pando † (inicis de 977 - finals de 979)
- Lando † (citat el 989)
- Amato I † (inicis de 1013 - finals de juliol de 1018)[6]
- Giovanni III † (inicis de 1019 - finals de 1020)
- Giovanni IV † (inicis de 1041 - 1047 nomenat arquebisbe de Salern)
- Amato II † (1047 - finals de 1059)
- Maraldo † (inicis de 1071 - 29 de maig de 1097 mort)
- Alfano † (inicis de 1100 - finals de 1126)
- Celestino † (finals de 1134)
- Giovanni V † (inicis de 1142 - finals de 1146)
- Celso † (citat el 1156)
- Leonardo † (citat el 1173)
- Arnulfo † (citat el 1174 - finals de 1179)
- Michele † (citat el 1188)
- N. (Nicola?) † (citat el 1196)
- Gilberto † (citat el 1217)
- Anònim † (citat el 8 de juny de 1218)
- Anònim † (citat el 1231)
- Benvenuto † (inicis de 1246 - finals de 1265)
- Anònim † (citat el 1273)
- Pietro II † (inicis de 1275 - 1286 mort)
- Goberto † (23 d'agost de 1286 - 1294 mort)
- Giovanni VI † (1294 - 1312 mort)
- Filippo da Santo Magno † (7 de juliol de 1312 - de juliol de 1338 mort)
- Tommaso da Santo Magno † (11 de juny de 1341 - 12 de juliol de 1382 mort)
- Giacomo, O.E.S.A. † (1382 - 1399 mort)
  - Nicola Morini † (13 d'agost de 1382 - ?) (antibisbe)
  - Giovanni Loar, O.E.S.A. † (22 de març de 1385 - ?) (antibisbe)
  - Riccardo † (? - 27 de gener de 1391 nomenat antibisbe de Troia) (antibisbe)
- Giovanni de Pannella † (16 de maig de 1399 - 13 d'abril de 1405 nomenat bisbe de Muro Lucano)
- Guglielmo † (13 d'abril de 1405 - 10 de setembre de 1410 mort)
- Baldassarre de Giudice † (16 d'agost de 1412 - 1418 mort)
  - Giovanni Panella Caracciolo † (1418 - 19 de març de 1418 nomenat bisbe d'Anglona) (bisbe electe)
- Tommaso de Beringarii † (19 de març de 1418 - 1422 mort)
- Bernardino o Berardo Caracciolo † (18 de desembre de 1422 - 3 d'agost de 1425 nomenat bisbe de Cosenza)
- Francesco Tomacelli † (3 d'agost de 1425 - 1439 mort)
- Bartolomeo † (25 de setembre de 1439 - 1441 mort)
- Masello Mirto, O.S.B.I. † (15 de febrer de 1441 - 1462 mort)
- Francesco di Segni † (28 de febrer de 1463 - 1471 mort)
- Francesco Bertini † (18 de setembre de 1471 - 1476 mort)
- Ludovico Fenollet † (22 de març de 1476 - ? mort)
- Ausias Despuig † (9 d'agost de 1476 - 7 de setembre de 1483 mort)
- Ludovico Podocataro † (14 de novembre de 1483 - 20 de gener de 1503 nomenat arquebisbe de Benevent)
  - Luigi d'Aragona † (20 de gener de 1503 - 22 de març de 1514 dimití) (administrador apostòlic)
  - Vincenzo Galeota † (22 de març de 1514 - 10 de setembre de 1522 dimití) (administrador apostòlic)
  - Lorenzo Pucci † (10 de setembre de 1522 - 12 de juny de 1523 dimití) (administrador apostòlic)
  - Tommaso Caracciolo † (12 de juny de 1523 - 18 de desembre de 1531 dimití) (administrador apostòlic)
- Enrico Loffredo † (18 de desembre de 1531 - de gener de 1547 mort)
- Francesco Sfondrati † (23 de març de 1547 - 9 de novembre de 1549 nomenat arquebisbe, a títol personal, de Cremona)
- Girolamo Verallo † (9 de novembre de 1549 - 1 de març de 1553 dimití)
- Paolo Emilio Verallo † (1 de març de 1553 - 1574 dimití)
- Lorenzo Belo † (26 de maig de 1574[7] - 1586 mort)
- Lelio Morelli † (6 de juny de 1586 - 1609 mort)
- Giovanni Vitellio, C.R. † (14 de desembre de 1609 - 1610 mort)
- Pedro de Mata y Haro, C.R. † (28 de febrer de 1611 - 1627 mort)
- Francesco Maria Brancaccio † (9 d'agost de 1627 - 12 de febrer de 1635 dimití)
- Luigi Pappacoda † (12 de febrer de 1635 - 30 de maig de 1639 nomenat bisbe de Lecce)
- Tommaso Carafa † (11 de juliol de 1639 - 7 de desembre de 1664 mort)
- Camillo Ragona † (3 d'abril de 1665 - de juliol de 1676 mort)
- Andrea Bonito, C.O. † (14 de juny de 1677 - 2 de febrer de 1684 mort)
- Giovanni Battista De Pace † (5 de juny de 1684 - 20 de novembre de 1698 mort)
- Vincenzo Corcione † (11 d'abril de 1699 - 8 de novembre de 1703 mort)
- Francesco Paolo Nicolai † (21 de juliol de 1704 - 2 de setembre de 1716 nomenat arquebisbe de Conza)
- Carlo Francesco Giocoli † (15 de març de 1717 - 14 de desembre de 1723 mort)
- Agostino Odoardi, O.S.B. † (14 de febrer de 1724 - 25 de juny de 1741 mort)
- Pietro Antonio Raimondi † (22 de gener de 1742 - 15 d'abril de 1768 mort)
- Angelo Maria Zuccari † (16 de maig de 1768 - 26 de desembre de 1794 mort)
  - Sede vacante (1794-1797)
- Vincenzo Torrusio † (18 de desembre de 1797 - 29 d'octubre de 1804 nomenat bisbe de Nola)
- Filippo Speranza † (29 d'octubre de 1804 - 12 d'agost de 1834 mort)
- Michele Barone † (6 d'abril de 1835 - 7 d'octubre de 1842 mort)
- Giuseppe D'Alessandro † (19 de juny de 1843 - 24 de novembre de 1845 nomenat bisbe de Sessa Aurunca)
- Gregorio Fistilli † (24 de novembre de 1845 - 26 de setembre de 1848 dimití)
  - Sede vacante (1848-1852)
  - Vincenzo Maria Marolda, C.SS.R. † (23 de març de 1852 - 8 d'agost de 1854 mort) (administrador apostòlic)
- Francesco Giampaolo † (23 de març de 1855 - 20 de juny de 1859 nomenat bisbe de Larino)
- Giovanni Battista Siciliani, O.F.M.Conv. † (20 de juny de 1859 - 24 d'octubre de 1876 mort)
- Pietro Maglione † (18 de desembre de 1876 - 17 de desembre de 1900 dimití)
- Paolo Jacuzio † (17 de desembre de 1900 - 9 de juliol de 1917 nomenat arquebisbe de Sorrento)
- Francesco Cammarota † (17 de desembre de 1917 - 15 de desembre de 1935 mort)
- Raffaele De Giuli † (17 de juny de 1936 - 18 de febrer de 1946 nomenat bisbe d'Albenga)
- Domenico Savarese † (11 de gener de 1947 - 3 d'octubre de 1955 mort)
- Biagio d'Agostino † (24 de febrer de 1956 - 26 d'octubre de 1974 jubilat)
- Giuseppe Casale (26 d'octubre de 1974 - 7 de maig de 1988 nomenat arquebisbe de Foggia-Bovino)
- Giuseppe Rocco Favale (4 de març de 1989 - 7 de maig de 2011 jubilat)
- Ciro Miniero, des del 7 de maig de 2011

## Estadístiques
A finals del 2010, la diòcesi tenia 157.000 batejats sobre una població de 161.000 persones, equivalent al 97,5% del total.
| any  | població | població | població | sacerdots | sacerdots       | sacerdots       | sacerdots             | diaques | religiosos | religiosos | parroquies |
| ---- | -------- | -------- | -------- | --------- | --------------- | --------------- | --------------------- | ------- | ---------- | ---------- | ---------- |
| any  | batejats | total    | %        | total     | clergat secular | clergat regular | batejats por sacerdot | diaques | homes      | dones      |            |
| 1950 | 151.000  | 151.000  | 100,0    | 118       | 90              | 28              | 1.279                 |         | 33         | 133        | 107        |
| 1969 | 160.260  | 160.302  | 100,0    | 123       | 98              | 25              | 1.302                 |         | 30         | 169        | 95         |
| 1980 | 153.100  | 154.772  | 98,9     | 126       | 105             | 21              | 1.215                 |         | 23         | 167        | 135        |
| 1990 | 161.000  | 162.000  | 99,4     | 109       | 80              | 29              | 1.477                 | 2       | 31         | 155        | 136        |
| 1999 | 159.112  | 161.312  | 98,6     | 106       | 81              | 25              | 1.501                 | 9       | 25         | 111        | 136        |
| 2000 | 156.520  | 158.852  | 98,5     | 106       | 82              | 24              | 1.476                 | 9       | 24         | 113        | 136        |
| 2001 | 156.520  | 158.852  | 98,5     | 104       | 82              | 22              | 1.505                 | 9       | 22         | 92         | 136        |
| 2002 | 156.520  | 158.866  | 98,5     | 101       | 81              | 20              | 1.549                 | 9       | 20         | 109        | 136        |
| 2003 | 156.534  | 158.866  | 98,5     | 99        | 80              | 19              | 1.581                 | 9       | 19         | 101        | 136        |
| 2004 | 156.520  | 158.866  | 98,5     | 103       | 83              | 20              | 1.519                 | 9       | 20         | 112        | 137        |
| 2010 | 157.000  | 161.000  | 97,5     | 106       | 87              | 19              | 1.481                 | 9       | 19         | 87         | 138        |